# بول كوتن
بول كوتن (بالإنجليزية: Paul Cotton)‏ هو موسيقي وكاتب أغاني وعازف قيثارة ومغن مؤلف أمريكي، ولد في 26 فبراير 1943 في فور ركر في الولايات المتحدة.

## وصلات خارجية
- بول كوتن على موقع ميوزك برينز (الإنجليزية)
- بول كوتن على موقع أول ميوزيك (الإنجليزية)
- بول كوتن على موقع ديسكوغز (الإنجليزية)